# Паидеја
У култури античке Грчке, термин паидеја(грчки:  — паидеиа) односи се на васпитање и образовање идеалног члана полиса. Тако уграђена, чине предмет заснован на школовању, а који је, пре свега, усмерен на социјализацију појединаца унутар аристократског поретка полиса. Практични аспекти овог образовања укључују елементе данашње либералне уметности (реторика, граматика и филозофија на пример), као и научне дисциплине као што су аритметика и медицина. Идеалан и успешан члан полиса морао је имати интелектуалну, моралну и физичку префињеност, па је гимнастика, поред музике, поезије и филозофије, била цењена и због свог ефекта на тело и због моралног образовања.

## Идејапаидеје
Грци су први народ који је дошао до вредносне идеје да неко неког учи. Први су постали свесни важности васпитања за град, државу или полис. Прве идеје о васпитању и образовању јављају се врло рано, већ у 12. веку пре нове ере (у време Тројанског рата). Термин паидеја, који се састоји од речи паис- дечак, дете и гогеин- водити на поучавање, формирао се у Класичном добу грчке културе. Култура и омладина тада су „обликована“ према идеалу калокагатије („лепо и добро“). Онај који је у себи успео да споји ова два принципа постигао је хармонију духа и тела. Ова идеја слична је оној код средњовековних витезова, као и енглеског концепта господина.
Грчка паидеја је идеја савршенства, изврсности. Грчки менталитет био је „увек буди надмоћан“. Хомер бележи овај савет, који је као ментор дао Ахилу. Ова идеја се назива „арете“. Арете је централни идеал свеколике грчке културе.

## Паидеја у Илијади и Одисеји
У Илијади, Хомер осликава изврсност телесности и храбрости Грка и Тројанаца. У Одисеји наглашава изузетност ума, или разум, који је такође неопходан за победу једног племића. Арете истовремено значи бити херој, а компонента ратовања била је неопходна како би исти успео.
У Илијади, доминира јуначки, херојски свет за непрестаном борбом и жаром за победу, такође видимо да архајски идеал племићке ратничке вештине не задовољава млађе нараштаје, којима припада и сам Хомер. Ново се доба није задовољавало само изузетним физичким вештинама, снагом и храброшћу, већ изузетношћу духа. Племство духа је очигледно у изреци коју старац Феник упућује свом ученику, Ахилу: „Да будеш речима и делима вичан“, јер указана част је непосредни доказ властите арете и вредности. Бити частан= бити жив.
Одисеја описује каснији степен развоја Хеленске културе, описује повратак ратника кући, уживање у мирнодопском животу и прецизно осликава породични живот. Овде се најбоље види моћ старогрчке Паидеие, племенити јунаци са бојног поља Илијаде постају отмена и углађена дворска господа и деца се обликују према стриктним принципима дворског морала. Паметан савет, прикладне речи, лукаво и мудро увиђање постају одлике једног јунака, при чему ратничка арете остаје централна људска вредност.
Овај менталитет се такође може видети у тенденцији Грка да се репродукује само „најбоље“, дакле на Олимпијским играма, у књижевност-и, са такмичења у поезији, трагедији и комедији.

## Сократов утицај на Паидеиу
Сократ је помогао у духовном обликовању Атине, као једног од лидера у Грчкој преко свог схватања Паидеие. Сократов циљ је био да се изгради таква пракса образовања и политике која ће допринети важности у демократској пракси. Он жели да уздигне своју атинску публику у области филозофије, тако што примењује посебно начело-мајеутику. 
Основа ове арете је васпитање. „Арете“ је смештена у свему што су Грци учинили.
Менталитет арете протеже се на паидеие Платона, који заједно са Сократом ствара високо утицајне школе у Грчкој. Одбацили су тренутно образовање полис-а, њихово ривалство реторике и науке за лидерство у области образовања и културе је преовладавало. Сократ је био приморан да се брани против оптужби да образовање квари омладину. Сократова Паидеиа постала је пресудна за опстанак полис-а кроз идентификацију реторике, са политичким изузетностима.
У модерном дискурсу, немачко-амерички класик Јегер, у свом утицајном опусу Паидеие, користи концепт Паидеиа да прати развој грчке мисли и образовања, почевши од Хомер-а. Концепт Паидеиа такође користи Адлер у својој критици савремених образовних система. Такође и Сремин у својим историјама америчког образовања.

## Златни мислиоци
Грци себе описују као „Љубитељи Лепоте“, они су навикли на естетику. Они умеју да цене лепоту природе. Они знају за златну средину и њен рецидив у многим стварима. Они су говорили о потреби за равнотежу, као златној средини међу свим стварима.
Грци траже равнотежу у свим аспектима људског деловања и искуства. Златна средина културни је израз овог принципа широм Грчке. Тако да Паидеиа подразумева и области какве су архитектура, уметност, политика, и психологија.

## Заснивање племства у Паидеи
Троугао паидеие чинили су логос, као разум, номос, као закон, полис, као град, држава. Када је племство у питању никакве шансе нису постојале да се постане племић, иако је порекло истог било племићко. Нико није могао бити племић на основу свог порекла или иметка, већ само на основу онога што је сам, својим радом и трудом, у складу са својим способностима постигао. Племић је био неко ко се морао доказивати сваки дан, увек изнова, храброшћу, завидном ратничком вештином и добром реториком пред битку, вештином лепог говора, чији је циљ победа у разговору. И ако би се и поред свега, у некој ситуацији, показао као лош, недостојан говорник, у скупштини или нечему сличном, одмах би губио свој статус. Сваки је Грк тежио овом идеалу.

## Значај открића индивидуе за настанак Паидеие
Индивидуа, доиста није циљ грчког схватања Паидеие, али је појам од ког се полази. Уочивши све могуће разлике у склоностима и особинама различитих људи, Грци су јасно схватили да у процесу васпитања и образовања треба кренути од самих интересовања и способности које појединац у себи носи. Учитељ или полис, као васпитачи су само педагози, они само воде и усмеравају душу. Немачки појам Ерциум, што значи извлачити, за појам васпитања лепо означава оно што васпитач ради са човеком. Паидеиа полази од индивидуе, „извлачи“ из ње све оно што јој је природа дала и што представља њену разлику у односу на друге људе, али га васпитава не према појединачном човеку, већ према идеји човека која је опште прихваћена и важећа и обавезујућа за једну заједницу, полис, врсту. Основни циљ Паидеие је да полис васпитава и обликује човека за његов суштински облик, у Грчкој слободан и срећан живот индивидуе у заједници са другим људима. Слободан, независтан грађанин, не роб.

## Улога музике у Паидеи
Аристотел: „Сврха музике може да нас доведе у недоумицу“, на то надовезује улогу доколице, слободног времена, које је схваћено на два начина. Стари Грци ту подразумевају слободно време, које ће се користити да би се у себе улагало, које ће бити испуњено оним радом који испуњава душу. Данас се под доколицом подразумева време које ће се користити ради релаксације, забаве. Ипак, доколицу бирамо ради себе самих. Тако је и са музиком. Људи се њоме баве из личног задовољства, њена се примена састоји у томе да исцели, оплемени, олакша људски ум, да скрене мисли на начин који само њој полази за руком, на начин који само она уме. Музика уме да опусти, развије духовни мир. Музика доводи до склада мисли и осећања. „Музика је по својој природи нешто врло пријатно“. Тиме музика доприноси васпитању, оличење је племенитих врлина, она ничим није условљена, нити се заснива на некаквој користи, па дете путем ње гради себе на прави начин.